# ۱۵ گاوران
۱۵ گاوران یک ستاره است که در صورت فلکی گاوران قرار دارد.